# Cybernaut

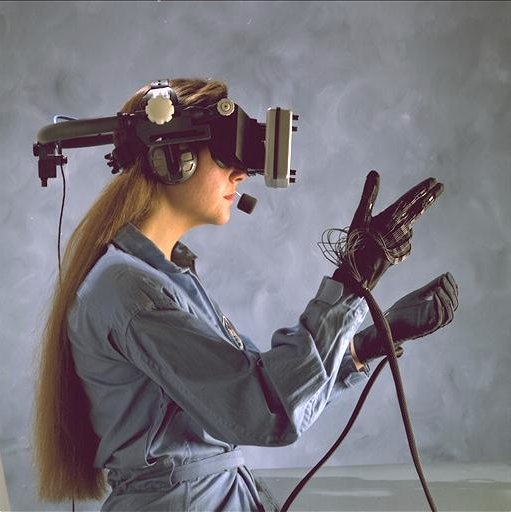
Klassische Vorstellung eines Cybernauten, hier mit einer VR-Ausrüstung (HMD) der NASA

Im ursprünglichen Wortsinn bezeichnet Cybernaut oder Internaut einen „Reisenden in einer virtuellen Realität“. Das Kunstwort setzt sich zusammen aus Cyberspace und Nautes (griechisch für „Seefahrer“, wie in Astronaut). Cyberspace ist wiederum ein Kunstwort aus Kybernetik und Space (englisch für Raum). Der Begriff ist seit Anfang der 1990er Jahre in Gebrauch.
Umgangssprachlich wird der Begriff des Cybernaut meist allgemeiner für eine Person verwendet, „die viel Zeit online verbringt und das Internet ‚erforscht‘“. Der davon direkt abgeleitete Begriff des Internaut ist im Deutschen wenig gebräuchlich.
Ein verwandter, im Deutschen stärker verbreiteter Begriff ist der des Internetsurfers oder kurz Surfers. Sprachlich wird der Surfer eher mit „sich treiben lassen“ assoziiert, wogegen Cybernaut das „Abtauchen“ in eine andere Welt betont. Der Begriff spielt insbesondere auf die erlebte Immersion des Cybernauten an, der für längere Zeit in eine dreidimensionale virtuelle Realität, in das Internet oder speziell das World Wide Web eintaucht und dabei sich selbst und seine reale Umwelt nur noch vermindert wahrnimmt.

## Spezielle Verwendung
In der medizinischen Informatik und dort speziell in der computergestützten oder Roboterchirurgie (siehe auch Telemedizin) wird der Begriff des Cybernauten adaptiert und für den Bediener des virtualisierten Systems genutzt. Der Cybernaut „blickt quasi als ‚Außenstehender‘ durch ein ‚Fenster‘ in die virtuelle Welt“.